# Polsko-československá konfederace

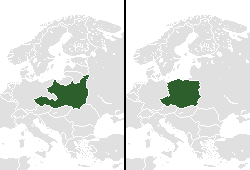
Mapa Polska/Československa. Vlevo je mapa hranic z období před 2. světovou válkou, vpravo hranice po 2. světové válce.

Polsko-Československá (kon)federace[a] byla politickým konceptem z období druhé světové války podporovaným polskou exilovou vládou a v menší míře Velkou Británií a Spojenými státy. Jednalo se o návrh vytvoření federace založené na Polsku a Československu, obnovující koncept Mezimoří. U československé exilové vlády, která věřila, že nepotřebuje podporu Polska vůči Sovětskému svazu, měl projekt pouze malou podporu. Josef Stalin taktéž neviděl potřebu silné a nezávislé federace v Evropě, která by mohla ohrozit jeho plány s tímto územím, a tak byl projekt nakonec potopen rostoucí nadvládou SSSR.

## Pozadí
Krátce po porážce Polska během Polského zářijového tažení byly na Západě zformovány polská i československá vláda v exilu (Československo bylo tou dobou důsledkem Mnichovské dohody zredukováno na loutkový stát Německa).  Vzdor společnému nepříteli však byly československo-polské vztahy spíše chladné kvůli trvajícím pohraničním sporům.  Cílem polské vlády bylo obnovit koncept federace Mezimoří a vytvořit silnou federaci států střední a východní Evropy soustředěnou kolem Polska a Československa coby bariéru proti další německé i sovětské agresi.  Československá vláda, od počátku rozdělená na dva tábory (kolem Milana Hodžy a Edvarda Beneše), tuto myšlenku váhavě podporovala, přinejmenším na veřejnosti. 

## Jednání

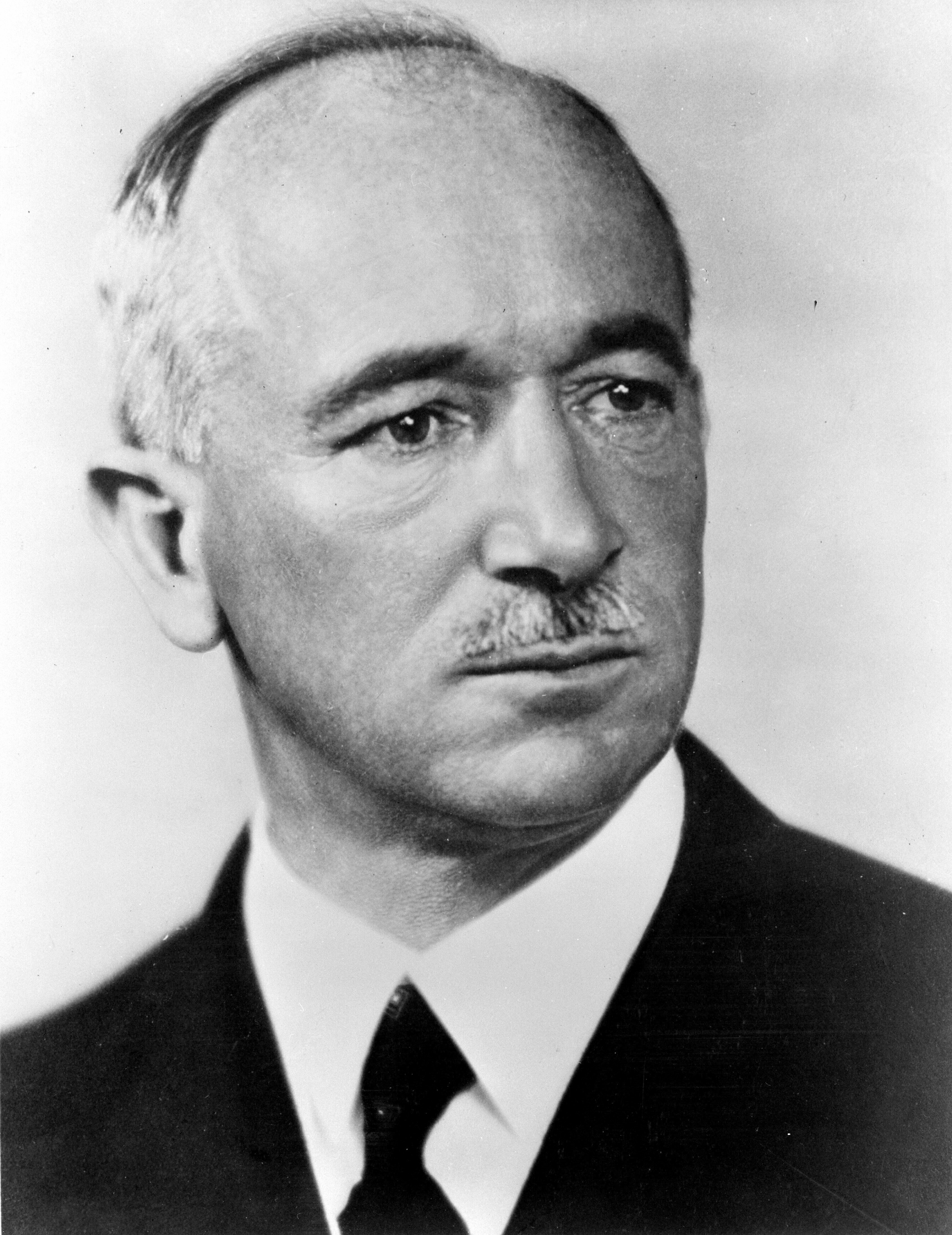
Edvard Beneš, vůdce československé exilové vlády

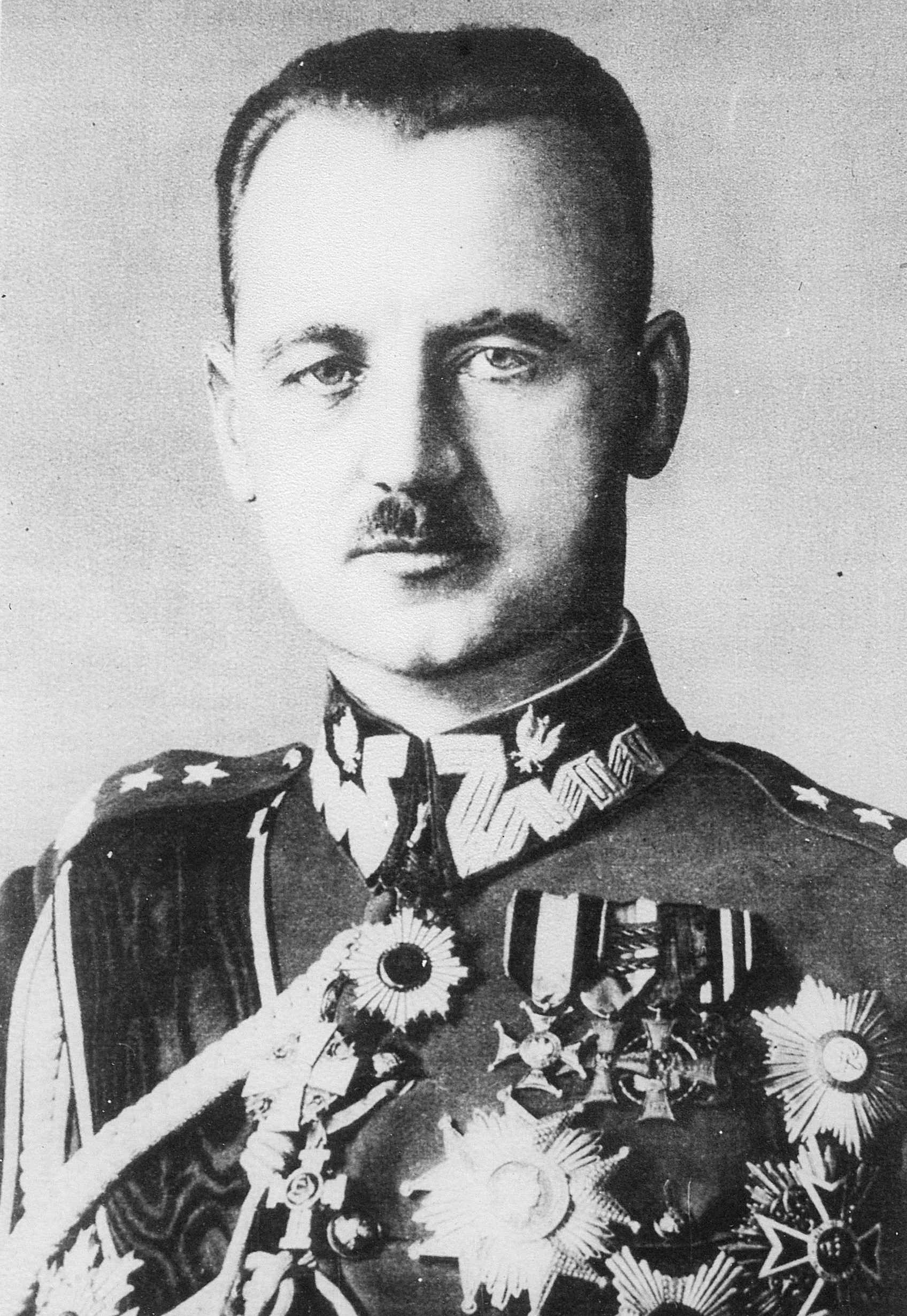
Władysław Sikorski, vůdce polské exilové vlády

Mezi českými politiky myšlenku konfederace vcelku podporovali jak Hodža, tak Jan Masaryk,  zatímco Benešův přístup byl vlažnější; jeho snahou bylo zajistit, aby sporné území Záolží, které po Mnichovské dohodě připadlo Polsku, bylo opět získáno Československem,  což se stalo jedním z hlavních důvodů neshod během nadcházejících jednání.  Beneš, pro něhož bylo znovuzískání tohoto území prioritou, viděl v Sovětském svazu (zejména po Sovětské invazi do Polska) potenciálního spojence a protiváhu Polska, a soustavně sbližoval svou vládu spíše se Sovětským svazem než s Polskem ve víře, že spojenectví s vlivnou zemí bude pro Československo přínosnější než federace s několika menšími mocnostmi.  Tento přístup byl naprosto v rozporu s polským, vzhledem k tomu, že tehdejší polský vůdce Władysław Sikorski viděl v Sovětském svazu hlavní hrozbu pro poválečné uspořádání Evropy. 
A tak když v roce 1939 Sikorski oslovil Beneše a navrhl diskuzi o budoucí Polsko-československé federaci s cílem vytvořit silnější poválečné Polsko a Československo, Benešova reakce byla přinejlepším vlažná. Jeho zájmem nebylo posilovat Polsko, spíše by jej bylo uspokojilo vidět Československé hranice obnovené v podobě z doby před rokem 1938.  Sikorského návrh však Beneš otevřeně neodmítl, vzhledem k faktu, že návrh federace měl podporu Velké Británie a později i USA (které také podporovaly ostatní plánované federace jako např. Řecko-jugoslávskou konfederaci). Beneš se proto obával, že by jeho odmítnutí vedlo Polsko k zahájení jednání s československou opozicí, nebo že by jeho vláda byla přehlížena britským ministerstvem zahraničí.  Beneš se proto rozhodl v jednáních s Polskem o možnosti federace pokračovat, avšak beze spěchu; ve skutečnosti mnohé z kroků československé vlády měly vést k prodloužení jednání bez jakýchkoli skutečných závazků. Jednání pokračovala pomalu, zahrnovala četné konference a vedla ke společným prohlášením z 11. listopadu 1940 (prohlášení obou vlád o vstoupení do „užší politické a ekonomické asociace“), z 23. ledna 1942 (ve kterém obě vlády odsouhlasily vytvoření konfederace po válce a které zmiňovalo jednotnou politiku v diplomacii, obraně, obchodu, vzdělávání a komunikaci) a z 10. června 1942.  V lednu 1941 byla založena Československo-polská koordinační komise, uskupení, jehož úkolem bylo dohlížet na proces vyjednávání. 
Některé rané návrhy se zaměřovaly na ekonomickou spolupráci, jednotnou zahraniční politiku, celní unii a společnou měnu, avšak s oddělenými úřady vlády.  Polský návrh z roku 1941 požadoval sladění zahraniční a ekonomické politiky včetně úplného ekonomického sjednocení.  Beneš se snažil zkoncipovat potenciální federaci jako ne víc než společný nástroj k obraně proti Německu. Tvrdil, že Sovětský svaz není hrozbou, ale spíš potenciálním spojencem.  Československé postavení bylo natolik prosovětské, že Benešova vláda předala tajné dokumenty o česko-polských jednáních Sovětům a ujišťovala je, že jedná v nejlepším zájmu československo-sovětských vztahů.  Sověti naopak považovali federaci středo- a východoevropských států vedenou Polskem za hrozbu pro svou plánovanou oblast vlivu.  Dále vyvíjeli nátlak na československou vládu pod příslibem spojenectví a územních záruk.  Koncem roku 1942 a počátkem roku 1943, kdy byla pozice Sovětského svazu posílena vojenskými vítězstvími, československo-sovětská spolupráce výrazně zesílila; 12. listopadu 1942 československá strana pozastavila jednání s Polskem až do doby, než obdržela svolení od Sovětského svazu, a 10. února 1943 československý diplomat Hubert Ripka informoval polskou vládu o tom, že československá vláda nepodpoří žádnou dohodu, která by mohla být považována za nepřátelskou vůči Sovětskému svazu.  Pro polsko-československá jednání to byla nejtěžší rána.

## Následky
Krátce poté Polsko přerušilo diplomatické styky se Sovětským svazem kvůli sporu týkajícím se Katyňského masakru.  Beneš se mezitím zaměřoval na úsilí o československo-sovětské spojenectví.  Úmrtí Sikorského téhož roku bylo další ranou plánované federaci, jelikož byl považován za jejího největšího zastánce na mezinárodní scéně.  V prosinci 1943 byla v Moskvě podepsána nová Dohoda o spojenectví (pro příštích dvacet let) mezi československou exilovou vládou a Sovětským svazem, následovaná dalšího jara Dohodou o vojenské spolupráci mezi těmito zeměmi. 
Benešova podpora Sovětskému svazu zašla tak daleko, že během své návštěvy USA v roce 1943 zastával názor, že Sovětský svaz nikdy nebude hrozbou pro Československo ani Polsko.  Patrně se Benešovi zdála hrozba ztráty identity Československa a československého lidu v rámci takové federace pravděpodobnější, než hrozba konfliktu nebo ovládnutí Sovětským svazem, který považoval za benevolentního spojence.  Nakonec vyšel polský plán federace (vytvořený Sikorským) naprázdno; místo něj krátkodobě zvítězil na poli geopolitické scény střední a východní Evropy Beneš, zatímco dlouhodobé vítězství patřilo jeho sovětským spojencům.  Československo získalo zpět většinu sporného území Záolží, nicméně od roku 1948 jak Československo, tak i Polsko mělo již jen formální nezávislost, jelikož obě země spadly do území převzatého komunisty a staly se součástí východního bloku sovětské sféry vlivu. Beneš zemřel v roce 1948, brzy poté co byl po komunistickém převratu přinucen stáhnout se z politiky.